# Un épisode sous la Terreur
Un épisode sous la Terreur est une nouvelle d’Honoré de Balzac, parue en 1842 dans le Livre des Salons, sous le titre Une messe en 1793. En 1845, le texte prend son titre définitif aux éditions Chlendowski. Dans l’édition Furne de 1846 de La Comédie humaine, elle figure dans les Scènes de la vie politique, avec une dédicace à monsieur Guyonnet-Merville, avoué chez qui Balzac avait fait son apprentissage du droit.

## Résumé
À la nuit tombée, le 22 janvier 1793 (lendemain de l'exécution de Louis XVI), à Paris, dans une sombre ruelle (comme on en trouve souvent dans La Comédie humaine : Ferragus, Les Proscrits, L'Envers de l'histoire contemporaine), un homme suit une vieille femme qui se révèle être une religieuse allant chercher des hosties dans une pâtisserie. En dépit du temps froid et de la neige, elle sort de la boutique et transporte une petite boîte jusqu'au taudis qu’elle partage avec une autre sœur et l'abbé de Marolles. Elle doit apporter le tout au prêtre insermenté afin qu'il célèbre la messe. L’inconnu la suit et, une fois qu'elle est entrée, frappe à la porte du misérable logis. Il remet alors au prêtre un mouchoir taché de sang et marqué de la couronne royale. L'abbé reconnaît (on ne l’apprend qu’à la fin) qu'en réalité l'inconnu est le bourreau Charles-Henri Sanson qui a coupé la tête de Louis XVI. Homme pieux malgré sa fonction, Sanson ne demandait rien d’autre qu’une messe pour l’âme du défunt roi.

## Thème
Comme toujours, Balzac ne s’appuie sur aucun fait divers réel, mais sur ce qui « aurait pu exister », car les Sanson, bourreaux de père en fils, étaient très pieux. Balzac avait rencontré le fils de Charles-Henri Sanson, Henri-Nicolas-Charles Sanson, et peut-être les récits du fils avaient-ils éclairé l’auteur de La Comédie humaine sur un aspect humain de leur horrible fonction.